# Iáia ibne Abdalazize
Iáia ibne Abdalazize (Yahya ibn Abd al-Aziz) foi o último emir do Reino Hamádida de 1121/1122 ou 1124/1125 até 1152, quando seu país foi conquistado pelo Califado Almóada sob o califa Abde Almumine (r. 1133–1163). Enfrentou vários rebeldes e fez uma grande expedição contra a Ifríquia, sede do Reino Zírida, em decorrência da crescente presença do rei da Sicília Rogério II (r. 1105–1130).

## Vida

Ruínas do Alcalá dos Banu Hamade

Iáia era filho do emir Abdalazize (r. 1104–1121), a quem sucedeu em 1121/1122 ou 1124/1125. Em 1128, expulsou o rebelde coraçane Amade ibne Abdalazize de Túnis, na Ifríquia, e deportou-o para Bugia, onde posteriormente morreu, e entregou a cidade um de seus tios; ela ficou sob poder hamádida até 1148/1149. Em data incerta, o exército hamádida tomou a cidadela de Tozir, cujo chefe rebelde foi preso em Argel, onde morreu. Em 1135, Iáia lançou ataque marítimo e terrestre contra Mádia, pois Haçane (r. 1121–1148), o último emir zírida, estava cedendo às exigências do rei da Sicília Rogério II (r. 1105–1154), irritando alguns clãs árabes e os habitantes. Mas a expedição falhou, pois Haçane obteve apoio de alguns contingentes árabes e uma frota siciliana.
Em cerca de 1141/1142, Iáia se esforçou para chegar a bons termos com o califa fatímida Hafiz (r. 1130–1149), mas no fim aceitou a suserania do Califado Abássida, pois em 1148/1149 cunhou moedas em Bugia com o nome do califa Almoctafi II (r. 1136–1160). Em 1143, os normandos sicilianos massacraram os habitantes de Jijel e em 1144/1145 a frota siciliana atacou Brechk, entre Cherchel e Tenés. Em 1148, Haçane foi expulso de Mádia pelo almirante Jorge de Antioquia e deslocou-se para Argel, onde Iáia manteve-o sob custódia para impedir que contactasse o califa Abde Almumine (r. 1133–1163), que dada sua crescente influência no Magrebe estava causando preocupação em Iáia.
Em 1148/1149, Iáia transferiu seus tesouros do Alcalá dos Banu Hamade a Bugia. Em 1152, Abde Almumine lançou a campanha de conquista do Magrebe Central e capturou Tremecém, Miliana, Argel (onde Haçane e do emir atebaje se submeteram) e então Bugia, que caiu em agosto. Iáia fugiu para Anaba e então Constantina. Abde Almumine enviou seu filho Abedalá para capturar o Alcalá dos Banu Hamade, que foi conquistado à força, saqueado e sua população massacrada. Abedalá então se dirigiu para Constantina, onde uma sangrenta batalha foi travada e Iáia foi obrigado a se render. O emir foi levado a Bugia, onde o califa tratou ele e sua família com delicadeza antes de levá-los para Marraquexe, onde receberam grandes pensões e Iáia pôde viver em amplo lazer para se dedicar à caça, sua atividade favorita. Iáia acompanhou o califa para Salé em 1153/1154, onde morreu em 1161/1162.